# اکستل (کانزاس)
اکستل (به انگلیسی: Axtell) شهری در ایالت کانزاس کشور ایالات متحده آمریکا است که جمعیت آن در سرشماری سال ۲۰۱۰ میلادی، ۴۰۶ نفر بوده‌است.